# B.1.617.3
B.1.617.3 أو التسلسل B.1.617.3 (بالإنجليزية: Lineage B.1.617.3)‏؛ أحد تحورات فيروس كورونا المرتبط بالمتلازمة التنفسية الحادة الشديدة النوع 2، الفيروس المسبب لمرض فيروس كورونا 2019، وهو أحد المتحورات الثلاثة للتسلسل بي 1.617 أو التسلسل B.1.617 (بالإنجليزية: Lineage B.1.617)‏ إلى جانب كل من متحور دلتا ومتحور كابا. اكتُشف هذا المتحوّر للمرة الأولى في أكتوبر 2020 في الهند، وذلك قبل المتحورين الآخرين المتفرعين من التسلسل B.1.617، إلّا أن عدم شيوعه بين الحالات المصابة أدّى إلى عدم الالتفات إليه بداية، حتى أعيد تقييمه في 28 أبريل 2021، حيث صُنفته هيئة الصحة العامة في إنجلترا، على أنه تحور قيد التحقيق وأصبح يُسمّى وفقًا لهذا التصنيف «VUI-21APR-03».

## سمته
يتميز «B.1.617.3» أو «متحور B.1.617.3» بأنه متحور هجين، يضم ثلاث طفرات رئيسة يشترك بها مع متحور كابا، هما، «إل 452 آر» و«بي 681 آر» و«دي 614 جي»:
- الطفرة: «إل 452 آر» (بالإنجليزية: L452R)‏، تساعد الفيروس على الانتشار بسرعة أكبر إضافة إلى ميزة التخفي المناعي.[1][2]
- الطفرة: «إي 484 كيو» (بالإنجليزية: E484Q)‏، وهي طفرة قريبة من الطفرة «إي 484 كي» (بالإنجليزية: E484K)‏ التي رُصدت في التحور الجنوب أفريقي والتحور البرازيلي والتحور النيويوركي، إلّا أن هذه الطفرة تميزت بكونها طفرة مزدوجة، إذ إضافة إلى ميزتها المساعدة لفيروس كورونا على التخفي المناعي أو الهروب من الأجسام المضادة، فهي أيضًا مساعدة له في سرعة الانتشار لأنها تقع داخل مجال ربط مستقبلات البروتين السكري لدخول الخلية، الذي يرتبط بمستقبلات إنزيم محول للأنجيوتنسين 2 في البشر، ما يزيد من قدرة فيروس كورونا على الارتباط بالمستقبل في الخلية المستهدفة.[3][4]
- طفرة «دي 614 جي» (بالإنجليزية: D614G)‏: هذه الطفرة حدثت عند الموضع 614، في تسلسل الحمض النووي للفيروس حيث استبدل الحمض الأميني أسبارتيك بالحمض الأميني جلايسين،[5] وهي طفرة لبروتين النتوءات الشوكية الموجودة على سطح الفيروس، التي تساعده على دخول الخلايا، إذ تمنح الفيروس مزيدًا من هذه النتوءات وتجعلها أكثر استقرارًا، وهو ما يُسهل عملية التصاقه بالخلايا واختراقها، ما يؤدي إلى زيادة في معدلات العدوى على مستوى الخلية.[6][7]